# Rusia en los Juegos Olímpicos de Atenas 2004
Rusia estuvo representada en los Juegos Olímpicos de Atenas 2004 por un total de 446 deportistas que compitieron en 27 deportes.  
El portador de la bandera en la ceremonia de apertura fue el nadador Alexandr Popov.

## Medallistas
El equipo olímpico ruso obtuvo las siguientes medallas:
| Nombre | Deporte               | Competición                     |
| --- | --------------------- | ------------------------------- |
| Oro |                       |                                 |
| Yuri Borzakovski | Atletismo             | 800 m M                         |
| Yelena Isinbayeva | Atletismo             | Salto con pértiga F             |
| Olga Kuzenkova | Atletismo             | Martillo F                      |
| Tatiana Lebedeva | Atletismo             | Salto de longitud F             |
| Natalia Sadova | Atletismo             | Disco F                         |
| Yelena Slesarenko | Atletismo             | Salto de altura F               |
| Alexei Tishchenko | Boxeo                 | Pluma (57 kg) M                 |
| Gaidarbek Gaidarbekov | Boxeo                 | Medio (75 kg) M                 |
| Alexandr Povetkin | Boxeo                 | Pesado (91 kg) M                |
| Mijail Ignatiev | Ciclismo en pista     | Carrera por puntos M            |
| Olga Sliusareva | Ciclismo en pista     | Carrera por puntos F            |
| Viacheslav Yekimov | Ciclismo en ruta      | Contrarreloj M                  |
| Karina Aznavurian Oxana Yermakova Tatiana Logunova Anna Sivkova                                                                                           | Esgrima               | Espada por eqs. F               |
| Alina Kabayeva | Gimnasia rítmica      | Individual F                    |
| Olesia Beluguina Olga Glatskij Tatiana Kurbakova Natalia Lavrova Yelena Murzina Yelena Posevina                                                           | Gimnasia rítmica      | Equipos F                       |
| Dmitri Berestov | Halterofilia          | 105 kg M                        |
| Alexei Mishin | Lucha grecorromana    | 84 kg M                         |
| Jasan Baroyev | Lucha grecorromana    | 120 kg M                        |
| Mavlet Batirov | Lucha libre           | 55 kg M                         |
| Buvaisar Saitiyev | Lucha libre           | 74 kg M                         |
| Jadzhimurat Gatsalov | Lucha libre           | 96 kg M                         |
| Anastasiya Davydova Anastasiya Yermakova | Natación sincronizada | Dúo F                           |
| Yelena Azarova Olga Brusnikina Anastasiya Davydova Mariya Gromova Mariya Kiseliova Olga Novokshchenova Anna Shorina Anastasiya Yermakova Elvira Jasianova | Natación sincronizada | Equipos F                       |
| Andrei Moiseyev | Pentatlón moderno     | Individual M                    |
| Serguei Fedorovtsev Igor Kravtsov Nikolai Spiniov Alexei Svirin                                                                                           | Remo                  | Cuatro scull (M4X) M            |
| Alexei Alipov | Tiro                  | Foso M                          |
| Mijail Nestruyev | Tiro                  | Pistola 50 m M                  |
| Liubov Galkina | Tiro                  | Rifle en tres posiciones 50 m F |
| Plata |                       |                                 |
| Denis Nizhegorodov | Atletismo             | 50 km marcha M                  |
| Tatiana Tomashova | Atletismo             | 1500 m F                        |
| Olga Fiodorova Yuliya Tabakova Irina Jabarova Larisa Kruglova                                                                                             | Atletismo             | 4 × 100 m F                     |
| Olesia Krasnomovets Natalia Nazarova Olesia Zykina Natalia Antiuj                                                                                         | Atletismo             | 4 × 400 m F                     |
| Olimpiada Ivanova | Atletismo             | 20 km marcha F                  |
| Irina Simaguina | Atletismo             | Salto de longitud F             |
| Svetlana Feofanova | Atletismo             | Salto con pértiga F             |
| Tamila Abasova | Ciclismo en pista     | Velocidad F                     |
| Svetlana Jorkina | Gimnasia artística    | Concurso completo ind. F        |
| Irina Chashchina | Gimnasia rítmica      | Individual F                    |
| Alexandr Moskalenko | Gimnasia en trampolín | Individual M                    |
| Jadzhimurat Akkayev | Halterofilia          | 94 kg M                         |
| Natalia Zabolotnaya | Halterofilia          | 75 kg F                         |
| Vitali Makarov | Judo                  | –73 kg                          |
| Tamerlan Tmenov | Judo                  | +100 kg M                       |
| Gueidar Mamedaliyev | Lucha grecorromana    | 55 kg M                         |
| Guiuzel Maniurova | Lucha libre           | 72 kg F                         |
| Stanislava Komarova | Natación              | 200 m espalada F                |
| Alexandr Kostoglod Alexandr Kovaliov | Piragüismo            | C2 1000 m M                     |
| Vera Ilina Yuliya Pajalina | Saltos                | Trampolín 3 m sincronizado F    |
| Natalia Goncharova Yuliya Koltunova | Saltos                | Plataforma 10 m sincronizada F  |
| Alexandr Blinov | Tiro                  | Blanco móvil 10 m M             |
| Mijail Nestruyev | Tiro                  | Pistola de aire 10 m M          |
| Serguei Poliakov | Tiro                  | Pistola de fuego 25 m M         |
| Liubov Galkina | Tiro                  | Rifle de aire 10 m F            |
| Equipo | Voleibol              | Torneo F                        |
| Bronce |                       |                                 |
| Danil Burkenia | Atletismo             | Triple salto M                  |
| Serguei Makarov | Atletismo             | Jabalina M                      |
| Alexei Voyevodin | Atletismo             | 50 km marcha M                  |
| Natalia Antiuj | Atletismo             | 400 m F                         |
| Tatiana Kotova | Atletismo             | Salto de longitud F             |
| Svetlana Kriveliova | Atletismo             | Peso F                          |
| Tatiana Lebedeva | Atletismo             | Triple salto F                  |
| Equipo | Baloncesto            | Torneo F                        |
| Equipo | Balonmano             | Torneo M                        |
| Serguei Kazakov | Boxeo                 | Minimosca (48 kg) M             |
| Murat Jrachov | Boxeo                 | Ligero (60 kg) M                |
| Oleg Saitov | Boxeo                 | Wélter (69 kg) M                |
| Olga Sliusareva | Ciclismo en ruta      | Ruta F                          |
| Pavel Kolobkov | Esgrima               | Espada ind. M                   |
| Renal Ganeyev Yuri Molchan Ruslan Nasibulin Viacheslav Pozniadkov                                                                                         | Esgrima               | Florete por eqs. M              |
| Serguei Sharikov Alexei Diachenko Stanislav Pozdniakov Alexei Yakimenko                                                                                   | Esgrima               | Sable por eqs. M                |
| Anna Pavlova | Gimnasia artística    | Salto de potro F                |
| Ludmila Yezhova Svetlana Jorkina Mariya Kriuchkova Anna Pavlova Yelena Zamolodchikova Natalia Ziganchina                                                  | Gimnasia artística    | Concurso completo por eqs. F    |
| Oleg Perepechenov | Halterofilia          | 77 kg M                         |
| Eduard Tiukin | Halterofilia          | 94 kg M                         |
| Gleb Pisarevski | Halterofilia          | 105 kg M                        |
| Zarema Kasayeva | Halterofilia          | 69 kg F                         |
| Valentina Popova | Halterofilia          | 75 kg F                         |
| Dmitri Nosov | Judo                  | –81 kg M                        |
| Jasanbi Taov | Judo                  | –90 kg M                        |
| Tea Donguzashvili | Judo                  | +78 kg F                        |
| Sazhid Sazhidov | Lucha grecorromana    | 88 kg M                         |
| Varteres Samurgashev | Lucha grecorromana    | 74 kg M                         |
| Majach Murtazaliyev | Lucha libre           | 66 kg M                         |
| Maxim Opalev | Piragüismo            | C1 500 m M                      |
| Alexandr Kostoglod Alexandr Kovaliov | Piragüismo            | C2 500 m M                      |
| Dmitri Sautin | Saltos                | Trampolín 3 m M                 |
| Yuliya Pajalina | Saltos                | Trampolín 3 m F                 |
| Serguei Alifirenko | Tiro                  | Pistola de fuego 25 m M         |
| Vladimir Isakov | Tiro                  | Pistola de aire 10 m M          |
| Dmitri Lykin | Tiro                  | Blanco móvil 10 m M             |
| Equipo | Voleibol              | Torneo M                        |
| Equipo | Waterpolo             | Torneo M                        |